# Ernie Grunfeld
Pour les articles homonymes, voir Grunfeld.
Ernest « Ernie » Grunfeld (né le 24 avril 1955 à Satu Mare, en Roumanie) est un ancien joueur américain de basket-ball, évoluant aux postes d'arrière et d'ailier.

## Carrière
Ernie Grunfeld, né à Satu Mare, en Roumanie, émigre avec ses parents, Alex et Livia aux États-Unis en 1964. Il grandit à Forest Hills, dans le Queens, évoluant dans l'équipe de basket-ball de Forest Hills High School.
À l'été 1973, Grunfeld est sélectionné pour jouer dans l'équipe américaine aux Maccabiah Games, devenant meilleur marqueur de l'équipe, mais battue par Israël en finale 86-80.
Il choisit de rejoindre l'université du Tennessee, jouant au côté de Bernard King. Ils acquièrent le surnom de "Ernie and Bernie Show", inscrivant près de 40 points de moyenne par match. Il quitte l'université en tant que meilleur marqueur de l'histoire avec 2249 points, un score dépassé plus tard par Allan Houston en 1993.
Ernie Grunfeld remporte les Jeux panaméricains de 1975, puis les Jeux olympiques 1976 de Montréal. Au mois de juillet 1976, il obtient la citoyenneté américaine.
Il est sélectionné par les Milwaukee Bucks au 11e rang de la draft 1977. Après deux saisons à Milwaukee, Grunfeld rejoint les Kansas City Kings entre 1979 et 1982.
Il rejoint les New York Knicks en tant qu'agent libre en 1982, disputant quatre saisons avec New York. Grunfeld met un terme à sa carrière à l'issue de la saison 1985-1986. Sa moyenne est de 7,4 points en 693 matchs en carrière NBA.

### Après carrière
À l'issue de sa carrière NBA, Grunfeld devient commentateur radio des matchs des Knicks, de 1986 à 1989. Au début de la saison 1989-1990, il devient entraîneur assistant des Knicks sous les ordres de Stu Jackson. La saison suivante, il est nommé directeur administratif, puis est promu vice-président chargé des joueurs le 23 avril 1991. Le 21 juillet 1993, Ernie Grunfeld devient vice-président et manager général des Knicks. Il est promu président et manager général le 23 février 1996.
Après 17 saisons avec les Knicks, Grunfeld accepte le poste de manager général des Milwaukee Bucks le 13 août 1999, y demeurant quatre saisons. Il est alors engagé en tant que président des opérations basket-ball des Washington Wizards en juin 2003.

### Palmarès
- Champion olympique 1976

### Distinctions
En 1987, Ernie Grunfeld est intronisé au Tennessee Sports Hall of Fame.
En 1993, il est intronisé au National Jewish Sports Hall of Fame.
En 2008, le numéro 22 qu'il portait avec l'équipe des Tennessee Volunteers est retiré, devenant le deuxième joueur à obtenir cet honneur avec son ancien coéquipier Bernard King.

### Vie privée
Son fils, Dan, a joué à l'université Stanford de 2002 à 2006, puis dans l'équipe allemande de l'EWE Baskets Oldenburg (2006–2007) et dans l'équipe espagnole de Gandía BA. Son fils a obtenu la nationalité roumaine, lui permettant de joueur pour la sélection roumaine.